# Hotu Matu'a
Pour les articles homonymes, voir Hotu (collectif de réalisateurs).

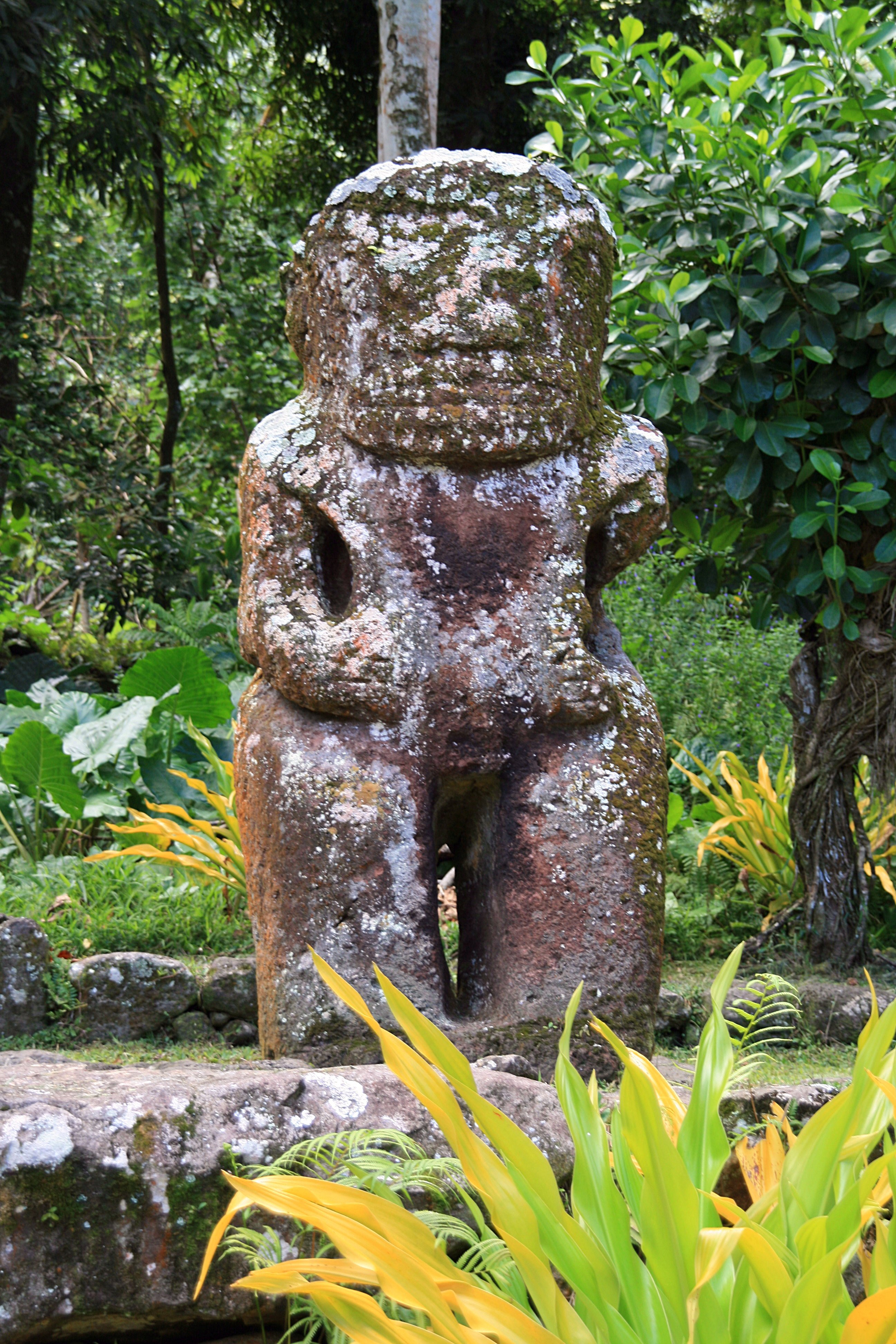
Tiki du chef Taka’i’i à Mea’e Te l’Ipona, près de Puamau, dans Hiva.

Hotu Matu’a, également connu comme Hau Maka, Hau Mata, Hao Matuha ou Hotu Matua est, dans la mythologie des Haumakas, habitants d’origine de l’Île de Pâques, leur premier roi.

## Mythologie

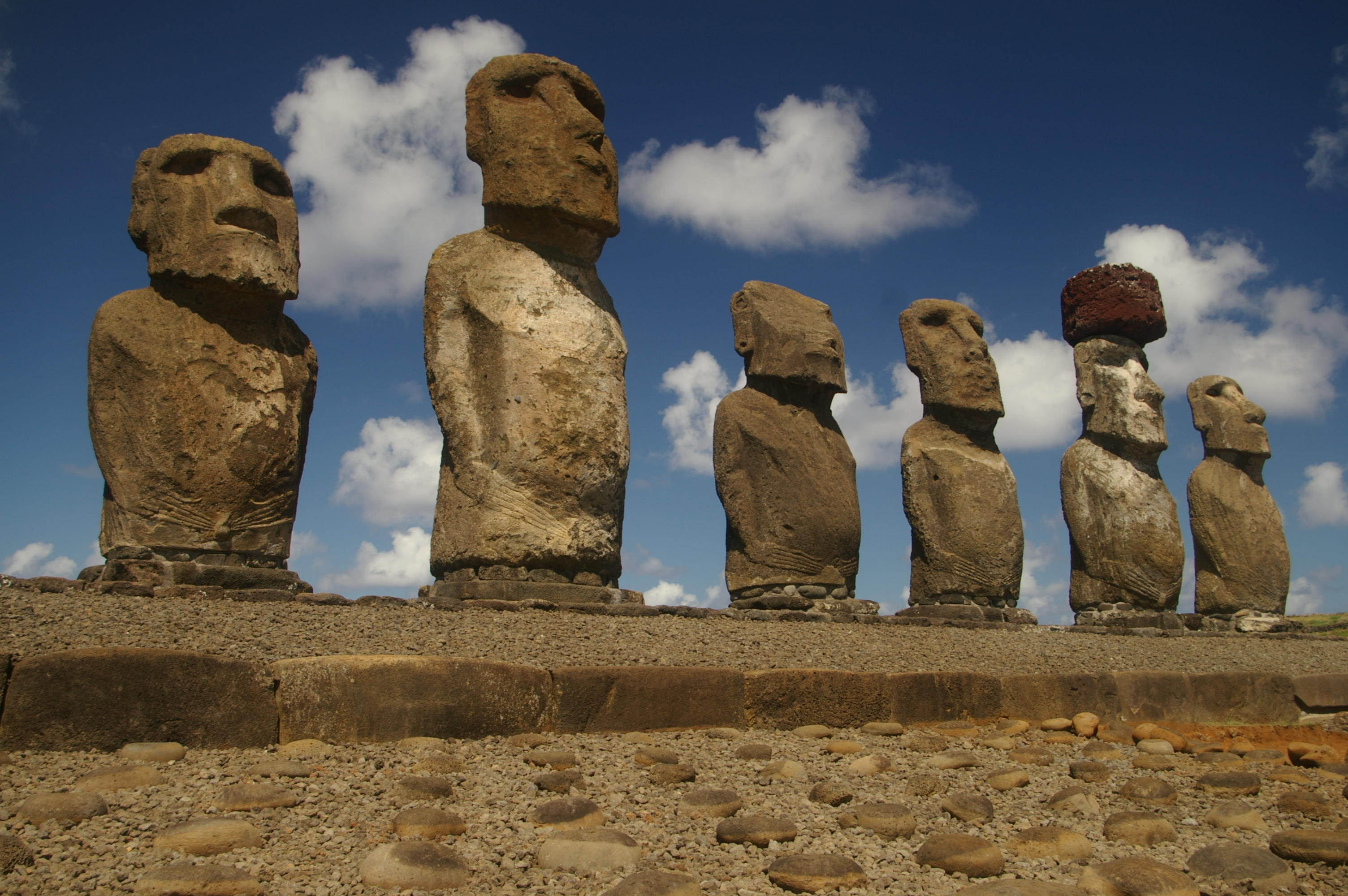
6 des 15 Moais de L'ile de Pâque - Rapa nui

La tradition orale de l’île de Pâques, telle qu’elle a été recueillie par les premiers ethnographes et archéologues européens (entre autres Wilhelm Geiseler, William Thomson, Katherine Routledge et Alfred Métraux) fait état d’un chef de clan (ariki nui signifiant « grand roi ») de l’île de Hiva (peut-être Nuku Hiva ou Hiva Oa dans l’archipel des Marquises) qui, en butte à des problèmes de surpopulation et de rivalités territoriales dans sa terre d’origine, aurait envoyé sept va’a (grandes pirogues) trouver de nouvelles terres inhabitées. L’une d’elles ayant trouvé l’île de Pâques, le chef Hotu Matu’a s’embarqua avec ses prêtres et son peuple pour s’installer sur la nouvelle terre, qui prit alors le nom de Te kainga a Hotu Matu’a (« le peuple de Hotu Matu’a »).
Thor Heyerdahl, un visiteur plus tardif, fait état d’une version plus violente : Hotu Matu’a, ayant perdu une féroce guerre pour le contrôle de Hiva, aurait été, avec les survivants de son clan, jeté à la mer par ses ennemis et n’aurait dû son salut qu’à la découverte providentielle de l’île de Pâques. Heyerdahl inclinait à penser, et souhaitait démontrer, que les premiers habitants de l’île de Pâques provenaient au moins pour partie d’Amérique du Sud et que leur classe dominante, les longues-oreilles, était issue des civilisations précolombiennes andines.

## Fin de la dynastie
Quoi qu’il en soit, le titre d’ariki-nui (roi de l’île) se transmettait au sein du clan qui déclarait descendre du fils aîné de Hotu Matu’a : Miru. Le dernier roi, Kaimakoi, et son fils Maurata furent enlevés puis tués en 1861 par les esclavagistes péruviens, en même temps que la plus grande partie des autochtones Haumakas, ce qui mit fin à au moins six siècles de continuité démographique. Par la suite, la population polynésienne de l’île fut christianisée à partir de 1864 par des missionnaires comme Eugène Eyraud. Elle se reconstitua à partir des survivants et des ouvriers agricoles rapanais venus travailler dans les plantations et les élevages des colons français installés dans l’île, tel Jean-Baptiste Dutrou-Bornier. C'est pourquoi les polynésiens pascuans actuels se dénomment Rapanui (peuple de la Grande Rapa). Grâce aux mélanges, la plupart des familles actuelles de l’île descendent partiellement du clan Miru. Certains de leurs membres ne manquent pas, au fil des interviews et des documentaires, de mentionner leur ascendance.